# Filmmuseum Düsseldorf

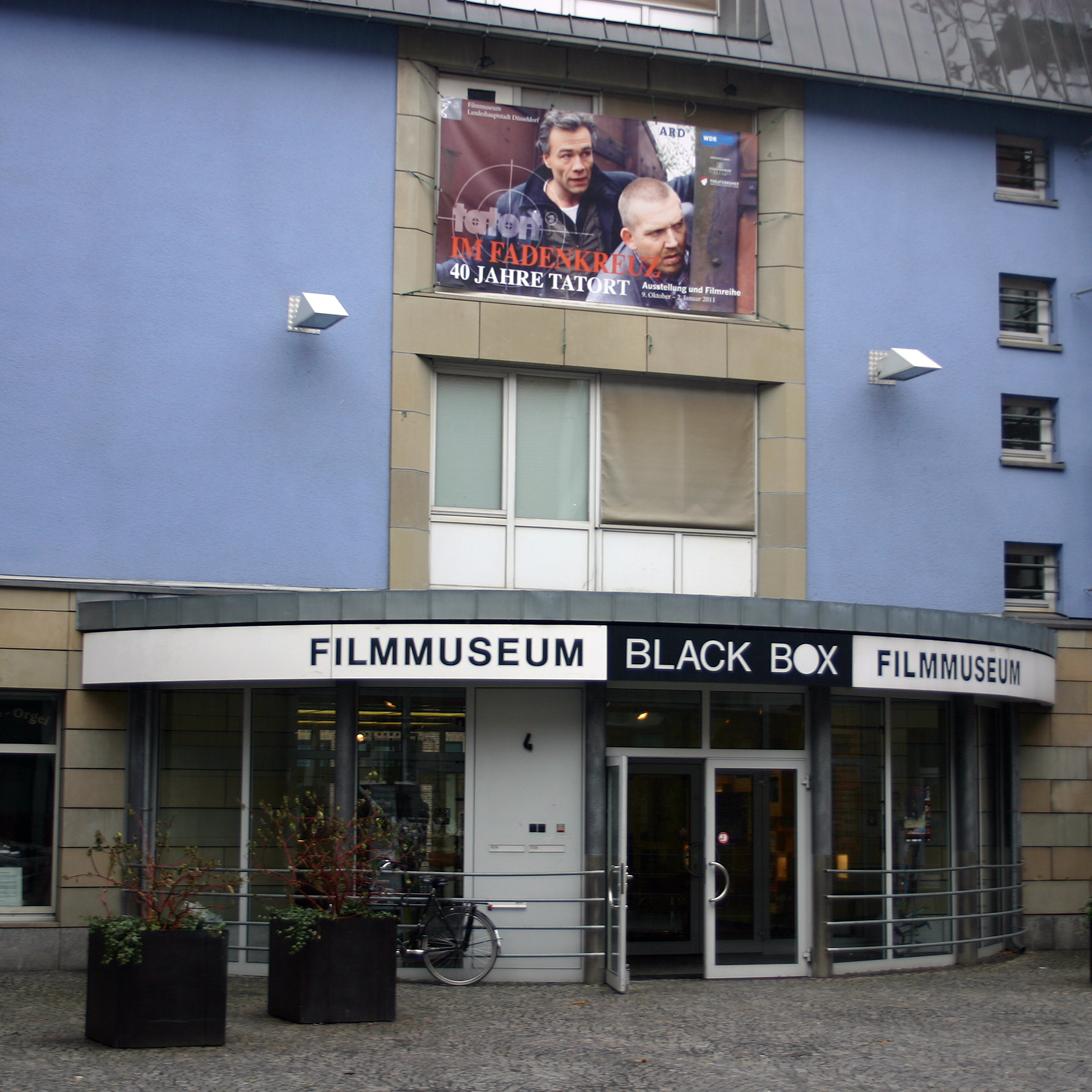
Eingang zum Filmmuseum

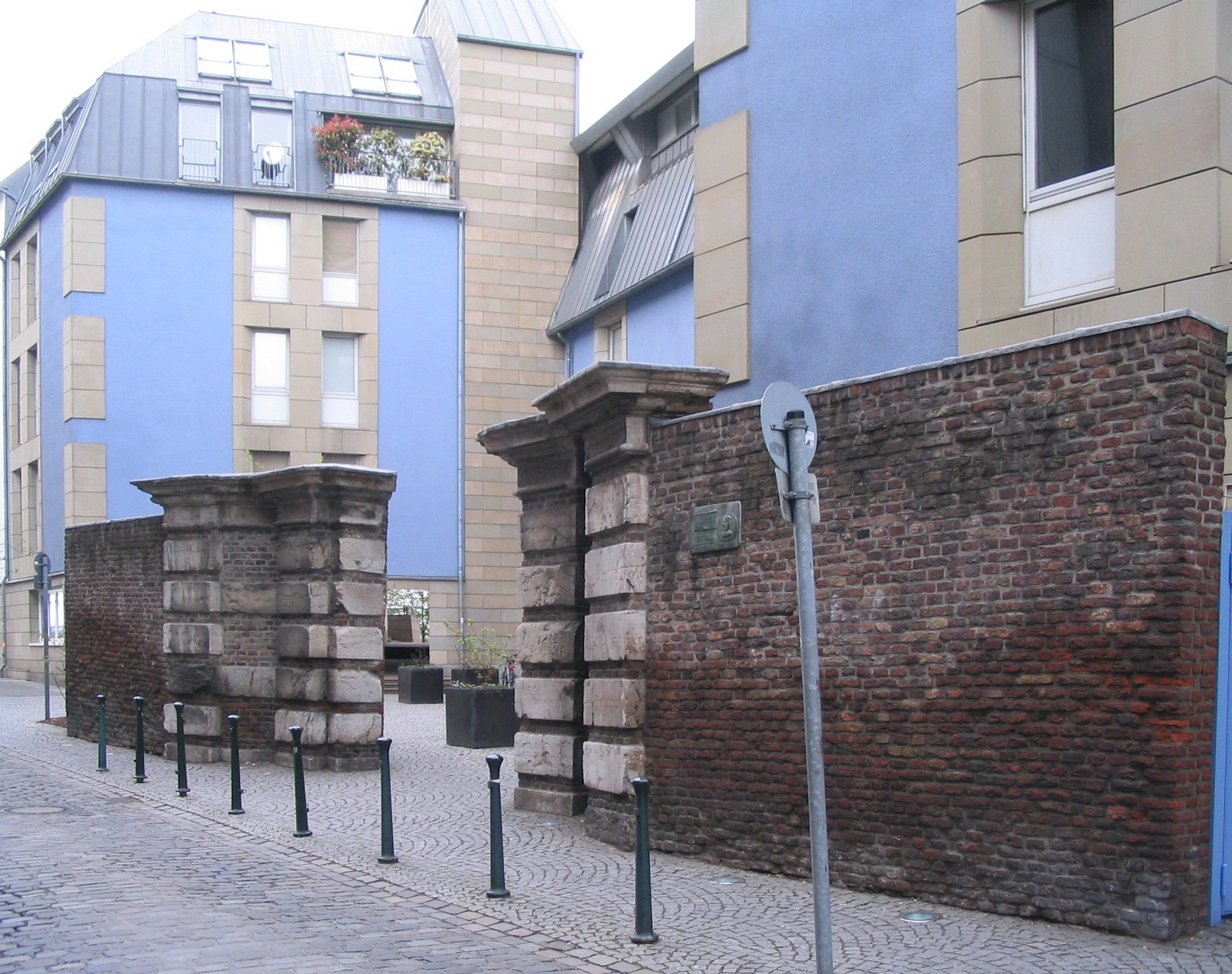
Mauerreste des Stadtgefängnisses Schulstraße 2a vor dem Filmmuseum

Das Filmmuseum Düsseldorf ist eines der wenigen Filmmuseen in Deutschland. Die Ausstellungsräume befinden sich im Erweiterungsbau des Hetjens-Museums (Schulstraße 4) in der Düsseldorfer Altstadt.

## Museum
Das Filmmuseum präsentiert in seiner Dauerausstellung auf 2.200 Quadratmetern Einblicke in die Welt des Films von seinen frühesten Anfängen bis in die Gegenwart: technische Geräte aus der Frühgeschichte der Kinematographie, Filmset-Modelle, Dekorationen, Requisiten, Kostüme und vieles andere mehr. Auf vier Etagen können die Besucher die Produktions-, Distributions- und Aufführungspraktiken des Mediums Film nachvollziehen. Neben Informationen zu zahlreichen Persönlichkeiten der Filmgeschichte finden sich zudem ein nachgebautes Filmstudio sowie ein eigener Bereich für Tricktechnik.

## Sonderausstellungen
Die temporären Sonderausstellungen widmen sich verschiedenen Themen und Aspekten deutscher und internationaler Filmgeschichte. Zum einen stehen einzelne Filmschaffende im Mittelpunkt, zum anderen interdisziplinäre Sujets, die die Entwicklungen des Films in Relation zu gesellschaftlichen Vorgängen oder künstlerischen Strömungen setzen.
Bisherige Sonderausstellungen (Auswahl, ab 2007):
- 2022–2023: „Animal Actors - Tierische Stars in Film und TV“
- 2021:  „Christoph Schlingensief: Projektionen“[1]
- 2018–2019: „Fantastische Welten, perfekte Illusionen - Visuelle Effekte im Film“
- 2016–2017: „Animation und Avantgarde – Lotte Reiniger und der absolute Film“
- 2016: „Düsseldorf im Film-Fieber – Eine Spurensuche“
- 2014: „Visionen und Alpträume – Die Stadt der Zukunft im Film“ im Rahmen der Quadriennale Düsseldorf in den Räumlichkeiten des NRW-Forums
- 2013: „Fürsten der Finsternis – Vampirkult im Film“[2][3]
- 2012: „Magie von Licht und Schatten. Zur Archäologie des Kinos“
- 2011: „Der Schatz im Silbersee – Der Mythos des amerikanischen Westens in Deutschland“
- 2010: „Im Fadenkreuz – 40 Jahre Tatort“
- 2009: „Roman Polanski – Regisseur und Schauspieler“
- 2009: „Peter Ustinov – Enfant Terrible und Gentleman“
- 2008: „Die Kunst des Sterbens – Todesbilder im Film“
- 2007: „Film Kunst Grafik – Die deutsche Filmgrafik der 60er Jahre“+
- 2007: „Karl Valentin – Filmpionier und Medienhandwerker“

## Geschichte
1956 eröffnete die Stadt Düsseldorf eine Jugend- und Kulturbühne für schulische Filmveranstaltungen. Zudem lagerte man die Nitrofilmsammlung des lokalen Kinomoguls Fritz Genandt ein, die bis heute zu den Archivbeständen des Museums gehört.
Die zunehmende Etablierung kommunaler Kinos führte 1971 auch in Düsseldorf zur Einrichtung eines Filmforums Düsseldorf, das zunächst als ein der Volkshochschule angegliedertes Filmseminar organisiert wurde. Unter der ambitionierten Leitung von Klaus G. Jaeger entstand ein lebendiger Ort des Austausches über Filmkultur und -vermittlung. Der stadtübergreifende Erfolg bei Filmliebhabern wie Filmschaffenden mündete 1979 schließlich in der Gründung des Filminstituts der Landeshauptstadt Düsseldorf. Das Institut verschrieb sich fortan vier Aufgabenfeldern:
- Sammeln und Bewahren von Film und filmverbundenen Materialien
- Zugänglichkeit schaffen und die Bestände durch Ausstellungen und Vorführungen der Öffentlichkeit präsentieren
- Organisation von Seminaren und Workshops zur Vermittlung medienspezifischen Wissens
- Unterstützung von Filmschaffenden aus Düsseldorf durch die Bereitstellung von Geräten und Material

Unter der Leitung von Klaus G. Jaeger bezog das Filminstitut 1983 zunächst die Räumlichkeiten in der 1. Etage des Wilhelm-Marx-Hauses an der Kasernenstraße 6. Es gelang ihm, für seinen Traum von einem eigenen Filmmuseum genügend Mitstreiter zu finden, sodass im Zuge der Neubebauung des Bereichs um die Dammstraße in der Altstadt im Jahr 1989 vom damaligen Oberbürgermeister Klaus Bungert der Grundstein für das Filmmuseum Düsseldorf gelegt wurde. Am 21. August 1993 eröffnete das neue Museum an der Schulstraße 4, wo es bis heute angesiedelt ist.
Die Räume an der Kasernenstraße dienten bis 2005 als Depot. Heute verfügt das Filmmuseum über ein Außenlager, in dem die Filmkopien bei konstanter Temperatur und Luftfeuchtigkeit aufbewahrt werden. Das Museum ist Mitglied im Deutschen Kinematheksverbund und dem Weltverband der Kinematheken, der Fédération Internationale des Archives du Film (FIAF).
Klaus Jaeger, ausgezeichnet mit den Palmes Académiques der Republik Frankreich und dem Verdienstorden der Bundesrepublik Deutschland, verstarb am 20. Januar 1997 im Alter von nur 57 Jahren und keine vier Jahre nach der Eröffnung des Filmmuseums. Wie kein anderer hatte er die Arbeit des Museums und seiner Mitarbeiter – wie Kurator Hartmut W. Redottée und Heidi Draheim – geprägt und wurde von den Kollegen und Kooperationspartnern wegen seines Fachwissens und Einsatzes für die Filmkultur geschätzt. In seiner Nachfolge leitete Dr. Sabine Lenk bis 2007 das Haus und setzte einen Schwerpunkt auf die frühe Filmgeschichte und die Verwurzelung der Kinokultur in Düsseldorf. Seit 2009 ist Bernd Desinger Direktor des Museums. Unter dem Motto „Lebendiges Filmmuseum“ wird seitdem verstärkt ein Augenmerk auch auf die jüngere Kinogeschichte und die Vermittlung diverser Aspekte des Filmschaffens gelegt. Mit seinen Sonderausstellungen, dem Programm der Black Box und den Filmbildungsangeboten erreicht das Haus eine große Zielgruppenbreite.

## Kino Black Box
Das museumseigene Kino – die Black Box – wird seit 2009 wieder in kompletter Eigenregie als kommunales Kino betrieben. Es beherbergt eine der letzten Welte-Kinoorgeln (Baujahr 1928); diese kommt bei Stummfilmvorführungen zum Einsatz. Das Kinoprogramm enthält Filmklassiker, thematische Retrospektiven und aktuelle Erstaufführungen. In der Tradition kommunaler Filmarbeit verortet, sind in der Black Box auch vier länder- und kulturkreisspezifische Filmclubs zu Hause. Sie präsentieren regelmäßig eine Auswahl von Filmen in Originalsprache.

## Technik
133 Sitzplätze
(1 Rollstuhlplatz)
Bildwandgröße:
6,20 m × 2,60 m
Variable Bildfrequenz (16 bis 25 Bilder pro Sekunde)
Bildformate:
35 mm 1:1,37, 1:1,66, 1:1,85, Cinemascope; 16 mm normal & Cinemascope (jeweils Seiten- und Höhenkaschierung), Digi Beta, Beta SP
Tonformate:
Mono, Dolby-A, Dolby SR, Dolby Digital
Digitaler 2K Projektor:
Christies CP 2220
Server:
Doremi DCP 2000

## Bildung und Vermittlung
Die medienpädagogische Abteilung bietet ein umfassendes Programm für alle Altersstufen. In über 30 Workshops und Seminaren werden spezifische Schwerpunkte zielgruppengerecht vermittelt und können praktisch erprobt werden. Das Angebot reicht von Themenführungen über Kurzfilmdrehs bis hin zu Spezialkursen zur Komödie oder zum Horrorfilm.

## Helmut-Käutner-Preis
Der mit 10.000 Euro dotierte Preis, ein „Preis zur Förderung der Filmkultur“, wurde von Klaus G. Jaeger zur Erinnerung an den in Düsseldorf geborenen Regisseur Helmut Käutner 1982 ins Leben gerufen. Käutners Engagement und geistige Unabhängigkeit in einer Zeit der Unterdrückung können als beispielhaft gelten. Außerdem war der vielseitig talentierte Künstler in hohem Maße am Wiederaufbau der deutschen Filmlandschaft der Nachkriegszeit beteiligt. Aufgrund der Entscheidung einer Preisjury, bestehend aus Filmwissenschaftlern, Kritikern, einem Regisseur, einem Produzenten, dem Direktor des Filmmuseums, dem Leiter der Filmstiftung und Vertretern der Kulturpolitik, wird der Helmut-Käutner-Preis vom Rat der Landeshauptstadt Düsseldorf – zeitnah zu Käutners Geburtstag am 25. März – alle zwei Jahre verliehen an „Persönlichkeiten, die durch ihr Schaffen die Entwicklung der deutschen Filmkultur nachdrücklich unterstützen und beeinflussen, ihr Verständnis gefördert und zu ihrer Anerkennung beigetragen haben“ (aus der Satzung).
Bisherige Preisträger:
- 2022: Michael Verhoeven, Regisseur,  Drehbuchautor und Schauspieler
- 2019: Caroline Link, Regisseurin und Drehbuchautorin
- 2017: Margarethe von Trotta, Regisseurin, Drehbuchautorin und Schauspielerin
- 2015: Ulrich Tukur, Schauspieler
- 2013: Christian Petzold, Regisseur
- 2010: Christoph Schlingensief, Film-, Theater-, Oper- und Fernsehregisseur
- 2007: Dieter Kosslick, Leiter der Internationalen Filmfestspiele Berlin
- 2004: Wim Wenders, Regisseur
- 2001: Hannelore Hoger, Schauspielerin
- 1999: Rudolf Arnheim, Kultur- und Medienkritiker
- 1995: Hanns Eckelkamp, Filmproduzent und Verleiher; Enno Patalas, Filmkritiker und -kurator; Wolf Donner, Filmpublizist
- 1993: Hildegard Knef, Schauspielerin
- 1990: Wolfgang Kohlhaase, Drehbuchautor und Schriftsteller
- 1988: Ulrich Gregor, Co-Direktor der Internationalen Filmfestspiele Berlin; Hilmar Hoffmann, Gründer der westdeutschen Kurzfilmtage in Oberhausen, Kulturdezernent der Stadt Frankfurt, Präsident der Goethe-Institute
- 1986: Bernhard Wicki, Film- und Fernsehregisseur, Schauspieler
- 1984: Wolfgang Staudte, Film- und Fernsehregisseur
- 1982: Lotte Eisner, Filmhistorikerin und -publizistin

## Sammlung
Die Sammlungen umfassen rund 500.000 Fotos, weit über 25.000 Plakate, dazu Pressehefte, Zeitungsausschnitte, Kritiken, Filmprogramme sowie Drehbücher/Dialoglisten zu in- und ausländischen Filmen sowie Produktionsunterlagen.
Zum Bestand gehören auch Nachlässe, etwa von Lotte Reiniger, Helmut Käutner, Wolfgang Staudte, Harry Piel, Rolf Burgmer oder Liesl Karlstadt. Eine Besonderheit ist auch die Schattenspielsammlung. Sie enthält rund 500 Schattenspielfiguren aus dem 13. bis 19. Jahrhundert zur Geschichte des Schattenspiels, dazu Requisiten, Zubehör und eine Schattenspielbühne.

Einige Exponate des Filmmuseums Düsseldorf
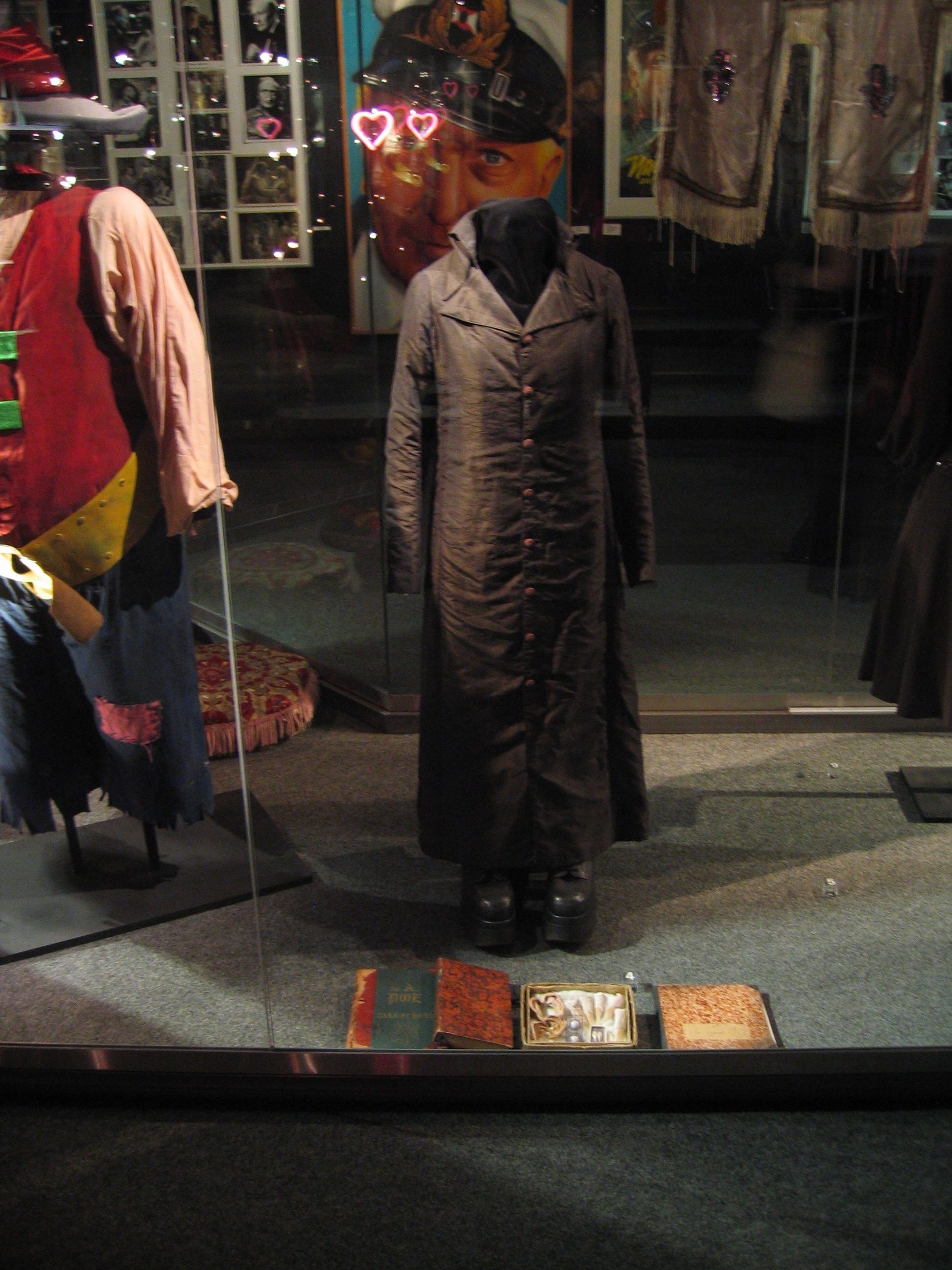
Klaus Kinskis Kostüm aus Werner Herzogs Nosferatu
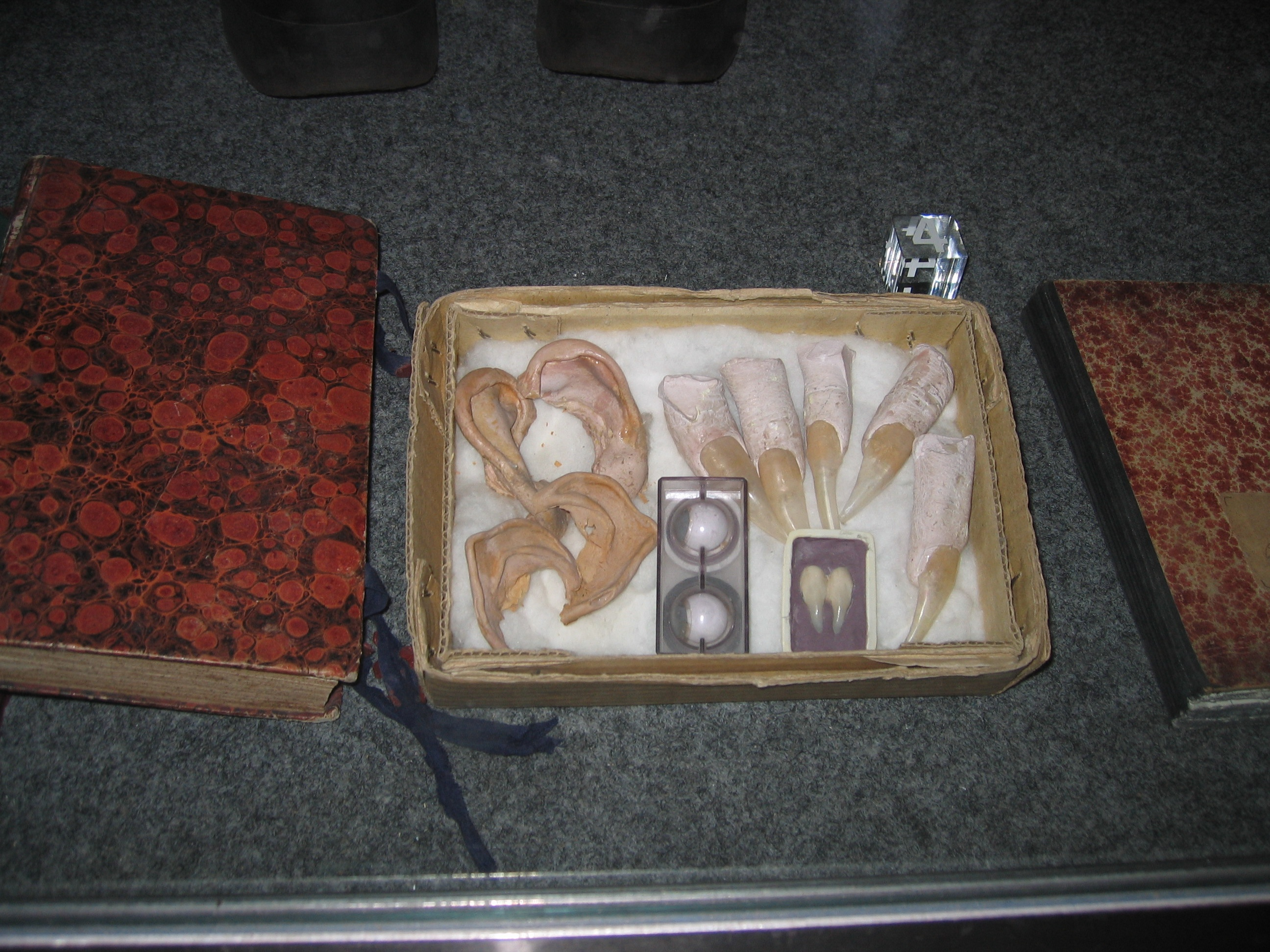
Klaus Kinskis Ohren und Fingernägel aus Werner Herzogs Nosferatu
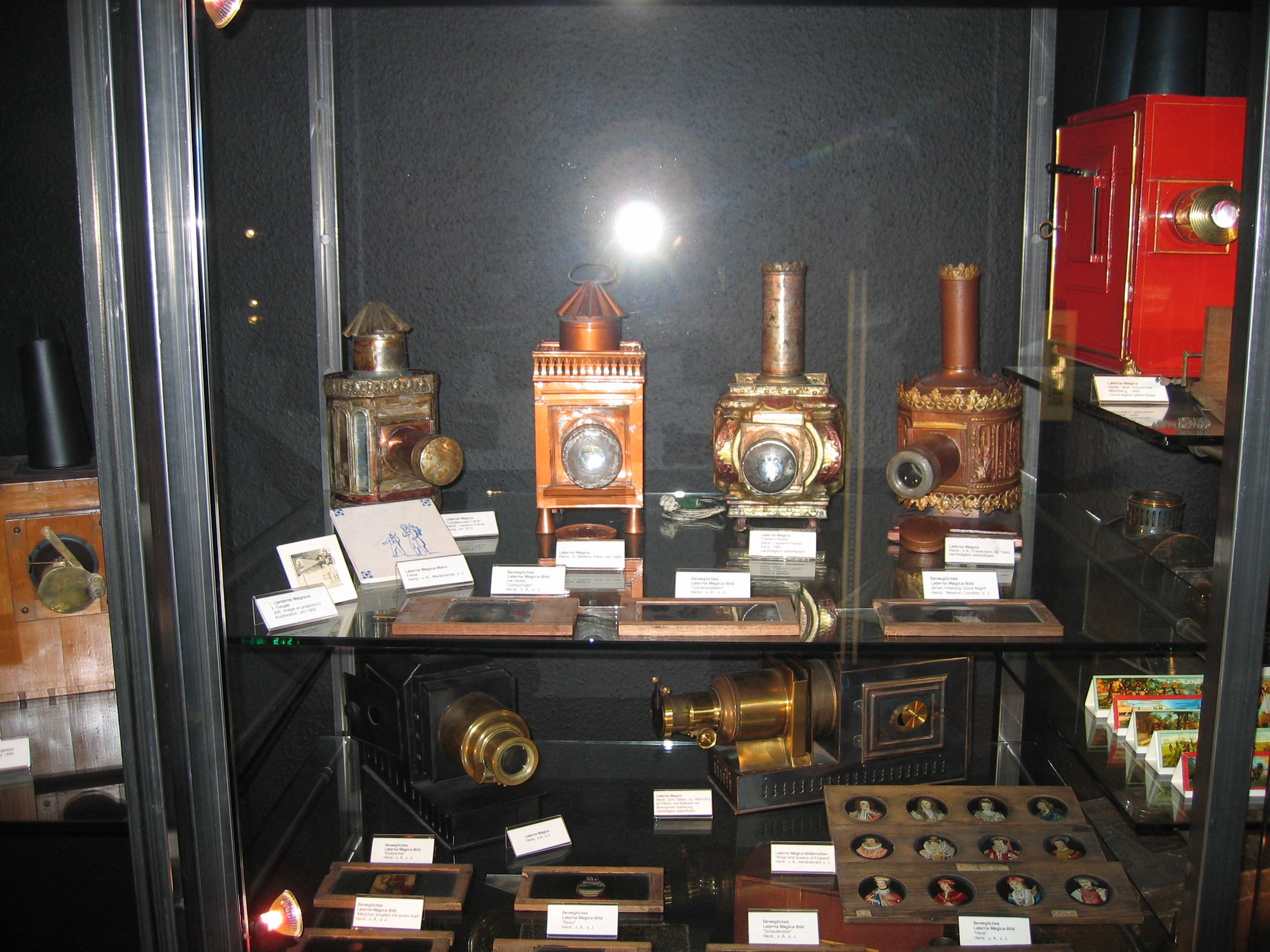
Eine Auswahl an Laterna magicas

## Archiv
Im Filmarchiv lagern circa 6.500 Filmkopien. Als einziges Filmmuseum in Nordrhein-Westfalen beherbergt es auch die Filmsammlung des Landes.